# Saguenayville
Ne doit pas être confondu avec Saguenay (ville).
L'appellation Saguenayville ou Poste-Saint-Martin  est un secteur du quartier Rivière-du-Moulin de l'arrondissement Chicoutimi à Saguenay, au Québec. Il est situé aux abords de la rivière Saguenay, à mi-chemin entre les arrondissements Chicoutimi et La Baie.

## Situation
Le secteur est traversé par le rang Saint-Martin.

## Histoire

### Projet de ville avorté
Le 14 février 1920, l’Assemblée législative du Québec constituait la ville de Saguenay en adoptant la Loi 10 Geo. V. C. 108 mentionnant que cette corporation sera régie par la Loi des cités et villes, articles 5256 à 5884. C'est le député libéral du comté de Chicoutimi Joseph-Arthur Gaudreault (1868-1961) qui a présenté le bill 102 lors de la quinzième législature de l'Assemblée Législative de la Province de Québec.
Saguenayville était située dans le canton de Chicoutimi, comté de Chicoutimi, sur un territoire d’une superficie de 1 029 acres, bordé des lots 24b, 25 et 26 du troisième rang nord-est du Chemin Sydenham et une partie du rang Saint-Martin, et au nord, sur toute sa longueur, par la rivière Saguenay.
Selon les modalités de la Loi, le maire était élu pour deux ans à la majorité des électeurs municipaux de la municipalité ayant voté. Les échevins étaient au nombre de six et devaient être élus pour la même période. La première élection générale était prévue pour le 23 avril 1920. 
La ville était tenue de payer sa part des dettes actuelles de la corporation du canton de Chicoutimi au prorata de l’évaluation actuelle des terrains détachés dudit canton suivant la valeur actuelle.
L’origine de la création de la municipalité de Saguenayville survenait à la suite de la demande des propriétaires de la compagnie Price Brothers and Company, Limited, The Saguenay Land Company ; Sir William Price, marchand, J. Léonard Apedaile, gérant, Henry-Edward Price, marchand, Arthur-John Price, marchand, John-H Price, marchand, et Georges-H Thompson, marchand, tous de la cité de Québec, qui  présentaient une pétition en vue d’ériger une fabrique de papier d’un rendement quotidien de 500 tonnes et de construire une ville moderne dans cette localité. 
Un nombre approximatif de 3 000 ouvriers auraient été embauchés. Les travaux devaient débuter vers le 1er mai 1920. Le développement des forces hydrauliques de la rivière Shipshaw, dans le comté de Chicoutimi, était lié à l’exploitation de la fabrique.L'Annuaire Statistique du Québec édition 1961, recense 25 habitants en 1931 et 53 en 1956. 
Saguenayville a cessé d’exister le 19 décembre 1975 (L. Q. 1975, Chap. 92) sans qu’aucun maire ou conseiller municipal ne soit élu du fait que la compagnie Price Brothers & Company Limited n’a pas été en mesure de réaliser son projet d’usine à papier. Pendant des années, le nom de Saguenayville a été utilisé pour désigner ce secteur.

### Bâtiments importants
Saguenayville a été à partir de 1924, l'emplacement du Camp Lessard, une colonie de vacances pour les enfants de 9 et 10 ans afin d'améliorer leur condition physique et à leur enseigner l'hygiène. C'est le docteur Henri Duhaime qui en a été le fondateur. La compagnie British Petroleum a installé à la fin des années cinquante, un quai pour les pétroliers ainsi que des réservoirs à essence. Un centre récréatif y existait ainsi que l'entreprise la Ferme Avicole de Saguenayville et les Écuries de la Price Brothers Ltd.